# Рай, Бхавананда
Бхавана́нда Рай (IAST: Bhavānanda Rāya) — кришнаитский святой из Ориссы, отец Рамананды Рая — одного из ближайших сподвижников Чайтаньи. 
Бхавананда жил в Алаланатхе (Брахмагири), примерно в восемнадцати километрах от Пури. Он принадлежал к касте каранов из Ориссы, членов которой одни считают каястхами, другие — шудрами, однако, несмотря на это, сын Бхавананды, Рамананда, был наместником Мадраса, который находился в то время под властью царя Ориссы Пратапарудры. Описывается, что Бхавананда полностью посвятил себя и свою семью, состоявшую из пяти сыновей (Рамананда, Гопинатха, Ванинатха, Каланидхи, Шудханидхи) служению миссии Чайтаньи. Чайтанья однажды открыл ему, что ранее он родился как Панду, отец пятерых Пандавов, история которых описывается в «Махабхарате». Чайтанья называл сыновей Бхавананды своими родственниками и «вечными слугами жизнь за жизнью». Описывается, что Бхавананда был идеальным отцом, который вёл своих сыновей по пути освобождения от повторяющихся рождений и смертей. Он полностью занял их служением Чайтанье, который рассматривается в гаудия-вайшнавской традиции как совместная аватара Радхи и Кришны, как «объединённая форма красоты, любви и милости Радхи-Кришны».
Нама-самадхи Бхавананды расположено в области 64 самадхи во Вриндаване. В «Гаура-ганоддеша-дипике» Кавикарнапуры говорится следующее: 
Некоторые говорят, что Рамананда Рай — это воплощение гопи Лалиты. Другие, ссылаясь на непосредственные слова Господа Чайтаньи о том, что отец Рамананды Рая, Бхавананда Рай, был воплощением махараджи Панду, отца Арджуны, утверждают, что Рамананда Рай — это вне всяких сомнений воплощение Пандавы Арджуны. Самые эрудированные преданные говорят, что Рамананда Рай — это воплощение и Пандавы Арджуны, и гопи по имени Арджуния. Такое объяснение подтверждается также высказываниями Уттара-кханды «Падма-пураны». Из всего вышесказанного мы можем заключить, что Рамананда Рай — это воплощение гопи Лалиты, гопи Арджуния и Пандавы Арджуны.